# Beco das Garrafas
Beco das Garrafas est le nom donné à une impasse de la rue Duvivier, entre les immeubles numérotés 21 et 37, à Rio de Janeiro au Brésil. Elle a abrité un groupe de discothèques, situées dans le quartier de Copacabana dans les années 1950-1960.
Sergio Mendes, Raul de Souza, Luís Carlos Vinhas, Baden Powell, Durval Ferreira, Tião Neto, Manuel Gusmão, Bebeto Castilho (en), Dom Um Romão, Airto Moreira, Wilson das Neves (en), Chico Batera (pt), Ronaldo Boscoli ou encore Miele, parmi d'autres, y ont joué et les chanteurs, Elis Regina, Sylvia Telles, Marisa Gata Mansa (pt), Dóris Monteiro, Claudette Soares, Alaíde Costa, Leny Andrade et Wilson Simonal, s'y sont fait remarquer.
Le club est mentionné par l'écrivain et journaliste Ruy Castro, dans le livre Chega de Saudade, en 1990 ainsi que par Nelson Motta (en), dans le Noites Tropicais, où l'auteur décrit l'évolution de la musique populaire brésilienne dans ce site historique.

## Histoire
Le surnom est donné par le chroniqueur et romancier de Rio Sérgio Porto (en) qui appelle initialement le lieu Beco das Garrafadas, en raison de la pratique des habitants de jeter des bouteilles sur les artistes qui fréquentaient les bars Ma Griffe, Bacará, Little Club et Bottle's. La bossa nova, apparue en 1957, devient synonyme de Beco das Garrafas.
Dès le début, seule Ma Griffe a un passé lié à la prostitution. Giovanni et Alberico Campana, alors propriétaires de Bottle's et Little Club, sont à l'origine du développement musical du lieu. Pour la plupart, à l'exception de noms comme Newton Mendonça, tous les musiciens sont soit amateurs, soit en passe de devenir professionnels, à condition qu'ils contribuent à remplir la capacité de leurs bars respectifs. La tâche n'est pas forcément compliquée, puisque les établissements, qui fonctionnent à cet effet dans des bâtiments improvisés, ne peuvent pas accueillir plus de soixante personnes chacun.
Le statut du Beco commence à changer lorsque le duo Miéle et Ronaldo Bôscoli lancent des spectacles de poche, des spectacles adaptés aux dimensions du Little Club, mettant en vedette des attractions, comme le nouveau venu Elis Regina, en 1961. Un an plus tôt, Sérgio Mendes animait les après-midis du dimanche soir. Les jeunes entrent gratuitement mais doivent payer les boissons qu'ils consomment. Les musiciens professionnels jouent aussi gratuitement. Le fait est que presque tous les artistes du Beco aiment vraiment le jazz et ont ainsi l'occasion d'exposer leur talent au Beco. Dans le même temps, la Bossa Nova naissante leur donne des chansons qui font office de standards, improvisées sur le même ton jazzy, ouvrant la voie à une spécialité de bossa instrumentale qui sera à la mode à partir des années 1960.
De ces dimanches soirs au Little Club et de ces soirées au Bottle's, des groupes fixes ont commencé à émerger, comme le Tamba Trio de Luiz Eça, Bossa Três (pt) de Luís Carlos Vinhas, Sexteto de Sérgio Mendes, Copa Cinco et Quinteto Bottle's de Tenório Jr.